# Martin-chasseur des Talaud
Todiramphus enigma
Espèce
Statut de conservation UICN

 NT  : Quasi menacé
Le Martin-chasseur des Talaud (Todiramphus enigma) est un oiseau de la famille des Alcedinidae, endémique des îles Talaud, près de Célèbes, en Indonésie.